# Josef Blumenstetter

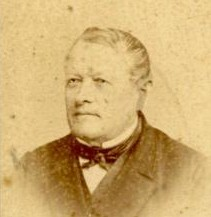
Josef Blumenstetter

Josef Blumenstetter (* 2. April 1807 in Schlatt; † 29. Juni 1885 in Hechingen) war ein katholischer Geistlicher und Abgeordneter der Frankfurter Nationalversammlung.

## Leben

Friedhof Heiligkreuz bei Hechingen: Die Grabsteine von Pfarrer Blumenstetter und Pfarrer Sprißler

Blumenstetter war Pfarrer in Boll und Burladingen. Zusammen mit seinem Freund und Kollegen Joseph Sprißler war er führend bei den Demokratisierungsversuchen in den beiden Fürstentümern Hohenzollern-Hechingen und Hohenzollern-Sigmaringen. Blumenstetter war seit 1835 Mitglied der Landesdeputation bzw. des Landtags. Vom 18. Mai 1848 bis zum 18. September 1848 vertrat er Hohenzollern-Hechingen als Abgeordneter in der Frankfurter Nationalversammlung (Nachfolger war Georg Baur), er gehörte dort keiner Fraktion an, stimmte aber mit der Linken. Seit Januar 1849 Gründer und Landesvorsitzender des Hechinger Märzvereins.
Blumenstetter ist auf dem Hechinger Friedhof Heilig-Kreuz neben seinem Weggefährten Joseph Sprißler beigesetzt. Die Grabmale gleichen sich wie Zwillinge und bedeuten dem Besucher, dass diese beiden Männer einander ein Leben lang wie Brüder waren. Auf dem Grabstein von Josef Blumenstetter steht die Inschrift „Wer keine Liebe kennt, der kennt Gott nicht; denn Gott ist Liebe.“

## Schriften
- Brief Joseph Blumenstetters an seine Wähler, aus Frankfurt am Main. In: Hohenzollerische Blätter. 57/1848.
- Bienen-Büchlein. Druck der Ribler'schen Hofbuchdruckerei, Hechingen 1859. Digitalisat
- Leitfaden zum Unterrichte in der Landwirtschaft. Für Fortbildungs-Schulen.  F.X.Ribler'schen Hofbuchdruckerei, Hechingen 1860
  - Leitfaden zum Unterrichte in der Landwirthschaft. Für Fortbildungsschulen & angehende Landwirthe bearb. v. Joseph Blumenstetter. 2. Aufl. Ribbler, Hechingen 1861.
  - Leitfaden zum Unterrichte in der Landwirthschaft. Für Fortbildungsschulen & angehende Landwirthe bearb. v. Joseph Blumenstetter. 3. Aufl. Ribbler, Hechingen 1862.